# Toni Silva
Toni Brito Silva Sá (Bissau, 15 de setembro de 1993) é um futebolista guineense que atua como atacante. Atualmente defende o Kazma SC e a Seleção Guineense.

## Carreira em clubes
Após passar pelas categorias de base de Real Massamá, Benfica e Chelsea, Toni Silva chegou ao Liverpool em 2009 e assinou seu primeiro contrato profissional com os Reds em 2011, mas não chegou a disputar nenhuma partida oficial pelo clube, sendo emprestado ao Northampton Town  por um mês em fevereiro de 2012. Seu desempenho fez com que ele continuasse emprestado até o final da temporada.
Em julho, foi contratado sem custos pelo Barnsley, assinando por 2 anos, sendo descrito pelo técnico dos Tykes, Keith Hill, como "um jogador canhoto que gostava de jogar pela direita". Antes de sua estreia pelo time, Toni Silva sofreu uma lesão que o afastou dos gramados por 3 meses, e em março de 2013 foi emprestado ao Dagenham & Redbridge por um mês.
Passou também por CSKA Sófia, Şanlıurfaspor, União da Madeira, Levadiakos, Mamelodi Sundowns, Ittihad Alexandria, Astra Giurgiu, Taraz, Tobyl, Turan, Aksu e Kazma SC, que o contratou em agosto de 2023.

## Carreira internacional
Nascido em Bissau, Toni Silva se mudou para Portugal ainda na infância, tendo atuado pelas seleções Sub-17 e Sub-18 entre 2009 e 2010. Em 2016, decidiu representar a Guiné-Bissau em nível profissional, estreando na vitória por 3 a 2 sobre a Zâmbia, pelas eliminatórias da Copa das Nações Africanas de 2017 (marcou também seu primeiro gol com a camisa dos Djurtus neste jogo), pela qual disputou os 3 jogos da seleção. Ele ainda participaria da edição de 2019, desta vez atuando em 2 partidas, não evitando a eliminação na fase de grupos.

## Gols pela Seleção Guineense[16]
| Gol | Data                  | Local                          | Adversário | Placar inicial | Placar final | Competição                                         |
| --- | --------------------- | ------------------------------ | ---------- | -------------- | ------------ | -------------------------------------------------- |
| 1.  | 4 de junho de 2016    | Estádio 24 de Setembro, Bissau | Zâmbia     | 3–2            | 3–2          | Eliminatórias da Copa das Nações Africanas de 2017 |
| 2.  | 14 de outubro de 2018 | Estádio 24 de Setembro, Bissau | Zâmbia     | 2–1            | 2–1          | Eliminatórias da Copa das Nações Africanas de 2019 |
| 3.  | 25 de março de 2024   | Estádio Saniat Rmel, Tétouan   | Sudão      | 2–0            | 2–1          | Amistoso                                           |

## Títulos
Tobyl
- Campeonato Cazaque: 2021
- Supercopa do Cazaquistão: 2021

Mamelodi Sundowns
- Campeonato Sul-Africano: 2018–19[nota 1]